# Nick Gilder
Nick Gilder (* 21. Dezember 1951 in London, England) ist ein englisch-kanadischer Rocksänger.

## Karriere
1961 wanderte er mit seiner Familie nach Kanada aus. 1971 gründete er mit Jimmy McCulloch die Glam-Rock-Band Sweeney Todd, die 1976 mit ihm als Leadsänger den Hit Roxy Roller hatten, der am 26. Juni jenes Jahres Platz 1 der RPM kanadischen Single-Charts erreichte und drei Wochen die Spitzenposition behielt. Die Single erreichte Platz 90 der US-Charts. Nachdem er die Band verlassen hatte, wurde Bryan Adams neuer Sänger und der gleiche Song wurde erneut veröffentlicht.
Ab 1977 veröffentlichte Gilder Soloplatten. Sein Titel Hot Child In The City wurde Nummer 1 in den USA und erhielt Platin. Weitere Hits gelangen dann nicht mehr, obwohl Gilder bis heute aktiv ist.

## Diskografie

### Studioalben
| Jahr | Titel       | Höchstplatzierung, Gesamtwochen, AuszeichnungChartsChartplatzierungen (Jahr, Titel, Platzierungen, Wochen, Auszeichnungen, Anmerkungen) | Anmerkungen                           |
| Jahr | Titel       | US | Anmerkungen                           |
| ---- | ----------- | --- | ------------------------------------- |
| 1978 | City Nights | US33 (20 Wo.)US | Erstveröffentlichung: 1978 · CA: Gold |
| 1979 | Frequency   | US127 (8 Wo.)US | Erstveröffentlichung: 1979            |

Weitere Alben
- 1977: You Know Who You Are
- 1980: Rock America
- 1981: Body Talk Muzik
- 1985: Nick Gilder
- 1997: Stairways
- 1999: Longtime Coming
- 2001: The Best of

### Singles
| Jahr | Titel Album                       | Höchstplatzierung, Gesamtwochen, AuszeichnungChartsChartplatzierungen (Jahr, Titel, Album, Platzierungen, Wochen, Auszeichnungen, Anmerkungen) | Anmerkungen                                |
| Jahr | Titel Album                       | US | Anmerkungen                                |
| ---- | --------------------------------- | --- | ------------------------------------------ |
| 1978 | Hot Child in the City City Nights | US1 Platin · (31 Wo.)US | Erstveröffentlichung: Juni 1978 · CA: Gold |
| 1978 | Here Comes the Night City Nights  | US44 (8 Wo.)US | Erstveröffentlichung: Oktober 1978         |
| 1979 | Rock Me Frequency                 | US57 (6 Wo.)US | Erstveröffentlichung: Juni 1979            |